# Мать и дитя (фильм)
«Мать и дитя» (англ. Mother and Child) ― драма 2009 года режиссёра и сценариста Родриго Гарсии. Премьера фильма состоялась 14 сентября 2009 года на Международном кинофестивале в Торонто в 2009 году и на кинофестивале Сандэнс 23 января 2010 года. Он был выбран на вечер закрытия в рамках кинофестиваля в Мэриленде 2010 года. Фильм был выпущен ограниченным тиражом в Соединённых Штатах с 7 мая 2010 года.

## Сюжет
Когда ей было 14 лет, Карен забеременела и отдала свою дочь на усыновление. Решение отказаться от своего ребёнка всегда преследовало её. Встретив непринужденного Пако на работе, Карен позволяет своему беспокойству и недоверию взять верх над ней. Она постепенно успокаивается благодаря своим отношениям с Пако и они женятся. Пако убеждает Карен написать письмо своей дочери. Она оставляет письмо в католическом агентстве, которое организовало усыновление.
Дочь Карен, Элизабет, вырастает одинокой, своенравной и жестокосердной. Она работает адвокатом в престижной юридической фирме, возглавляемой Полом. У них роман, Элизабет беременеет. Она увольняется, не сообщив Полу о своем состоянии, и переезжает в новую квартиру и на новую работу. Она также оставляет письмо для своей биологической матери в агентстве по усыновлению.
Люси — пекарь, которая мечтает стать матерью, но у неё не может быть собственных детей. Она и её муж Джозеф обращаются в одно и то же агентство по усыновлению и встречаются с молодой беременной будущей матерью. После длительного периода собеседования мать соглашается отдать паре своего ребёнка, но вскоре после родов она меняет свое решение. Люси опустошена этой новостью. Джозеф говорит, что действительно хочет иметь своего собственного биологического ребёнка, и они с Люси расстаются.
Элизабет умирает во время родов. Поскольку никто не делает попыток забрать ребёнка, агентство предлагает его Люси, которая усыновляет его. Поначалу Люси подавлена ролью матери.
Год спустя Карен узнает о смерти Элизабет и её письме, в котором сообщалось, что у неё есть внучка по имени Элла. Агентство организует встречу, и Карен знакомится с маленькой девочкой и Люси, которые живут неподалеку, в том же районе.

## В ролях
- Наоми Уоттс — Элизабет
- Аннетт Бенинг — Карен
- Керри Вашингтон — Люси
- Сэмюэл Л. Джексон — Пол
- Дэвид Рэмси ― Джозеф
- Шарика Эппс ― Рей
- Дэвид Морс ― Том
- Эми Бреннеман ― доктор Стоун
- Марк Блукас ― Стивен
- Карла Галло ― Трейси
- Джимми Смитс ― Пако
- Бритт Робертсон ― Вайлет
- Татьяна Али — Мария
- Черри Джонс ― сестра Джоан
- Эльпидия Каррильо — София
- С. Эпата Меркерсон ― Ада
- Ахмед Бест ― Джулиан
- Айлин Райан — Нора
- Латаня Ричардсон — Кэрол
- Лиза Гэй Хэмилтон ― Летисия
- Элизабет Пенья ― Аманда

## Производство
Бюджет фильма составлял 7 миллионов долларов. Основные съемки начались в январе 2009 года.

## Критика
Фильм был встречен в целом положительными отзывами, критики высоко оценили выдающуюся игру Аннет Бенинг. Он получил рейтинг одобрения 78% на основе 128 отзывов со средним баллом 6,70/10 от Rotten Tomatoes и средневзвешенным баллом 64 на Metacritic.
Он был удостоен Гран-при жюри 2010 года на Американском кинофестивале в Довиле.